# Blepephaeus subcruciatus
Blepephaeus subcruciatus là một loài bọ cánh cứng trong họ Cerambycidae.